# Antonietta Maria Bessone Aurelj
Antonietta Maria Bessone Aurelj, auch Bessone-Aureli, geborene Aureli (geboren am 14. Juli 1869 in Camerino, Provinz Macerata; gestorben nach 1955 in Rom) war eine italienische Autorin, Kunstschriftstellerin und Miniaturmalerin.

## Leben
Aurelj war eine Tochter von Tito Aurelj (* 9. November 1834) und dessen Frau Anna Vicini. Ihr Vater war Schriftsteller, arbeitete seit 1864 als Lehrer für Literatur und Wissenschaft, sowie seit 1868 als Anwalt. Seine bekannteste Schrift verfasste er über L’Arte della memoria (‚Die Kunst der Erinnerung‘). Sie hatte einen Onkel Filippo Aurelj, der ebenfalls als Lehrer tätig war.
Als Miniaturmalerin erhielt sie im Jahr 1900 bei einer Ausstellung in Rom eine silberne und 1910 bei einer Ausstellung in Montenegro eine goldene Medaille. Zugleich erhielt sie den Titel Miniatrice di S. M. la Regina Madre (Miniaturistin ihrer Majestät der Königin Mutter), einen Ehrentitel als Hofminiaturmalerin von Königin Margherita von Italien. Im Jahr 1916 musste sie aufgrund ihrer nachlassenden Sehfähigkeit ihre Tätigkeit als Malerin einstellen.
Sie verfasste neben Lyrik und Dramen vor allem kunstgeschichtliche Studien, darunter Dizionario dei pittori italiani (1915), I marmorari romani (1935) und Dizionario degli scultori ed architetti italiani (1947), ferner auch einige Artikel für die Bände 22 bis 26 des Allgemeinen Lexikons der Bildenden Künstler von der Antike bis zur Gegenwart.
1955 erhielt sie das Diploma al benemeriti della Scuola, della Cultura e dell’Arte 2. Klasse mit Silbermedaille.

## Werke (Auswahl)
Schriften
- Amore di donna e Amore di madre. Leggenda drammatica in un atto. Rom 1889.
- In memoria della marchesa Antonietta di Frescobaldi. Ode. Florenz 1892.
- Liriche e drammi. Edizione Ditta Paravia, Rom 1893 (archive.org – mit einem Vorwort ihres Vaters).
- La principessa di Lamballe. Dramma storico in tre atti. Enrico Voghera, Rom 1895 (Drama).
- Dizionario dei pittori italiani. Casa Editrice S. Lapi, Citta di Castello 1915; 2. Auflage Rom 1928.
- Giorgio Vasari: Vita di Don Giulio Clovio miniature. Florenz u. a. 1915 (Mit einer Einleitung, Anmerkungen und einer Bibliographie von Antonietta Bessone Aureli, Miniaturistin Ihrer Majestät der Königinmutter).
- Francesco d’Olanda: I dialoghi Michelangioleschi. Maglione & Strini; Rom 1924; 2. Auflage 1926; 3. Auflage 1939; 4. Auflage, Edizione Fratelli Palombi, Rom 1953 (Übersetzung aus dem Portugiesischen mit Einleitung, biografischen Notizen, Anmerkungen und Anhängen).
- Margherita di Savoia. La regina di grazia, di bellezza, di bontà. Novelle ed aneddoti per i piccoli italiani. Rom 1934 (Sammlung von 53 Kurzgeschichten und Anekdoten für Kinder über die Königin Margherita von Savoyen mit zahlreichen Illustrationen).
- I marmorari romani. Società Editrice Dante Alighieri, Mailand 1935.
- Una storia meravigliosa. Il Duce narrato ai fanciulli. Maglione Editore, Rom 1935.
- La gens Aurelia nei secoli e nell’arte. Fratelli Palombi, Rom 1944.
- Dizionario degli scultori ed architetti italiani.  Società Editrice Dante Alighieri, Genua 1947.
- Influenze femminili su tre immortali. Fratelli Palombi, Rom 1948.

künstlerische Werke
- Miniaturbildnisse, Buchillustrationen
  - Ritratto della regina Margherita di Savoia (Datenbankeintrag)
- Kopien oder Restaurationen einiger Werke bekannter Maler, wie Filippo Lippi, Raffael oder Peter Paul Rubens.